# Simasom (a Julu)
Simasom is een bestuurslaag in het regentschap Padang Sidempuan van de provincie Noord-Sumatra, Indonesië. Simasom telt 806 inwoners (volkstelling 2010).